# São Miguel de Souto e Mosteirô
Pour les articles homonymes, voir São Miguel.
São Miguel de Souto e Mosteirô est une paroisse civile portugaise (en portugais : freguesia) de la municipalité de Santa Maria da Feira dans le district d'Aveiro. Elle est créée en 2013, par fusion des paroisses de Souto et Mosteirô.

## Géographie
São Miguel de Souto e Mosteirô est située au sud de la municipalité de Santa Maria da Feira. Son territoire est limitrophe d'Ovar et Oliveira de Azeméis.

## Histoire
La paroisse est créée par la loi no 11-A/2013 du 28 janvier 2013 portant réorganisation administrative du territoire des freguesias, en fusionnant les paroisses de Souto et Mosteirô. Son nom officiel est União das Freguesias de São Miguel do Souto e Mosteirô et son siège est fixé à São Miguel do Souto.
En février 2019, la paroisse est renommée União de Freguesias de São Miguel de Souto e Mosteirô (« do Souto » devenant « de Souto »).

## Démographie
Lors du recensement de 2021, São Miguel de Souto e Mosteirô compte 6 481 habitants.